# ناحیه کوچویل، میشیگان
ناحیه کوچویل (به انگلیسی: Kochville Township) یک منطقهٔ مسکونی در ایالات متحده آمریکا است که در شهرستان سگینا، میشیگان واقع شده‌است.
 ناحیه کوچویل ۴۸٫۶۹ کیلومتر مربع مساحت و ۵٬۰۷۸ نفر جمعیت دارد و ۱۸۴ متر بالاتر از سطح دریا واقع شده‌است.